# Cantón de San Quintín-Norte
El cantón de San Quintín-Norte era una división administrativa francesa, que estaba situada en el departamento de Aisne y la región de Picardía.

## Composición
El cantón estaba formado por diez comunas más una fracción de la comuna que le daba su nombre:
- Essigny-le-Petit
- Fieulaine
- Fonsomme
- Fontaine-Notre-Dame
- Lesdins
- Marcy
- Morcourt
- Omissy
- Remaucourt
- Rouvroy
- San Quintín (fracción)

## Supresión del cantón de San Quintín-Norte
En aplicación del Decreto n.º 2014-202, de 21 de febrero de 2014, el cantón de San Quintín-Norte fue suprimido el 22 de marzo de 2015 y sus 11 comunas pasaron a formar parte del nuevo cantón de San Quintín-1, excepto la fracción cantonal que fue modificada.